# Olga Olgina
Olga Olgina Mackiewicz (ur. 24 czerwca 1904 w Jarosławiu nad Wołgą, zm. 31 stycznia 1979 w Łodzi) – polska śpiewaczka operowa (sopran koloraturowy), pedagog, propagator kultury muzycznej. 
Dzieciństwo spędziła w Petersburgu, gdzie ukończyła Konserwatorium Muzyczne. Studiowała w klasie fortepianu u profesorów: Drozdowa, Blumenfelda i Ławrowa. Wybuch rewolucji w Rosji, prześladowania rodzin „burżuazyjnych” wpłynęły na decyzję przedostania się do odrodzonej Polski. 
W 1920 roku, po uzyskaniu dyplomu, po wielu perypetiach (trwa wojna polsko-bolszewicka) Olga Olgina przyjechała ze swoją matką do Wilna. Tu poświęciła się swojej największej pasji - śpiewowi. 1 grudnia 1922 roku debiutowała w Wilnie jako Violetta w Traviacie G. Verdiego, co otworzyło jej drogę do kariery. Została zaangażowana (w wieku 18 lat) do Opery Wileńskiej, gdzie śpiewała pierwszoplanowe role koloraturowe. W latach 1925–1926 odbyła pierwsze tournée – po Jugosławii i Austrii. Od połowy lat 20. śpiewała w Operze Warszawskiej, w 1934 przeniosła się do Poznania. Przez cały czas koncertowała w wielu krajach Europy.
Nagrała jedną płytę – podczas tournée po Wielkiej Brytanii; nagrania dokonała firma Decca Records.
Po ślubie 30 grudnia 1936 zrezygnowała ze sceny. Osiadła z mężem, rotmistrzem kawalerii, w małym miasteczku na Wileńszczyźnie. Po wybuchu wojny i mobilizacji męża Olga Olgina wróciła do Wilna, gdzie podjęła pracę w Konserwatorium. Po wkroczeniu Niemców i zamknięciu uczelni prowadziła ożywioną działalność muzyczną w swoim domu. Współpracowała z wileńskim okręgiem Armii Krajowej, wielokrotnie przechowując u siebie łączników i oficerów AK, za co po wojnie uhonorowano ją odznaczeniem oficerskim. 
Po wejściu wojsk sowieckich do Wilna w 1944 roku wróciła do pracy w Konserwatorium Wileńskim. W 1945 roku zdecydowała się na wyjazd do Łodzi. Właśnie w Łodzi 9 marca 1947 roku wystąpiła po raz ostatni z publicznym recitalem. Odtąd poświęciła się pedagogice i tworzeniu klasy śpiewu w łódzkim konserwatorium. Jej wychowankami były m.in. Teresa Żylis-Gara, Teresa Wojtaszek-Kubiak, Aldona Orłowska, Teresa Mulawa.
Grób Olgi Olginy znajduje się na cmentarzu prawosławnym Doły w Łodzi przy ulicy Telefonicznej.

## Dyskografia
- Olga Olgina (soprano) – Una Voce from II Barbiere di Siviglia (Rossini). In Italian with orchestral accompaniment. Two parts. Decca M92, 10in., 3s.